# Circuito di Wunstorf
Il circuito di Wunstorf era un autodromo temporaneo ricavato all'interno dell'aeroporto militare dell'omonima città, situata a circa 22 km a ovest di Hannover, in Bassa Sassonia, Germania. L'impianto ha ospitato principalmente competizioni nazionali tedesche come la F3 tedesca e il Deutsche Tourenwagen Meisterschaft negli anni ottanta e fino a metà anni novanta e l'ADAC Super Touren Wagen Cup dal 1994 al 1998.

## Contesto
Negli anni sessanta in Germania vi era una forte carenza di impianti: a parte il vecchio Nürburgring e l'Hockenheimring non esistevano altri circuiti permanenti in quel momento. Alla ricerca di alternative, le gare sugli aeroporti militari divennero molto popolari. Fino agli anni novanta tracciati come Mainz-Finthen, Kassel-Calden, Fassberg, Siegerland e Diepholz sono stati utilizzati per le gare dei vari campionati tedeschi: Wunstorf ha ospitato gare fino alla fine degli anni novanta.

## Il tracciato

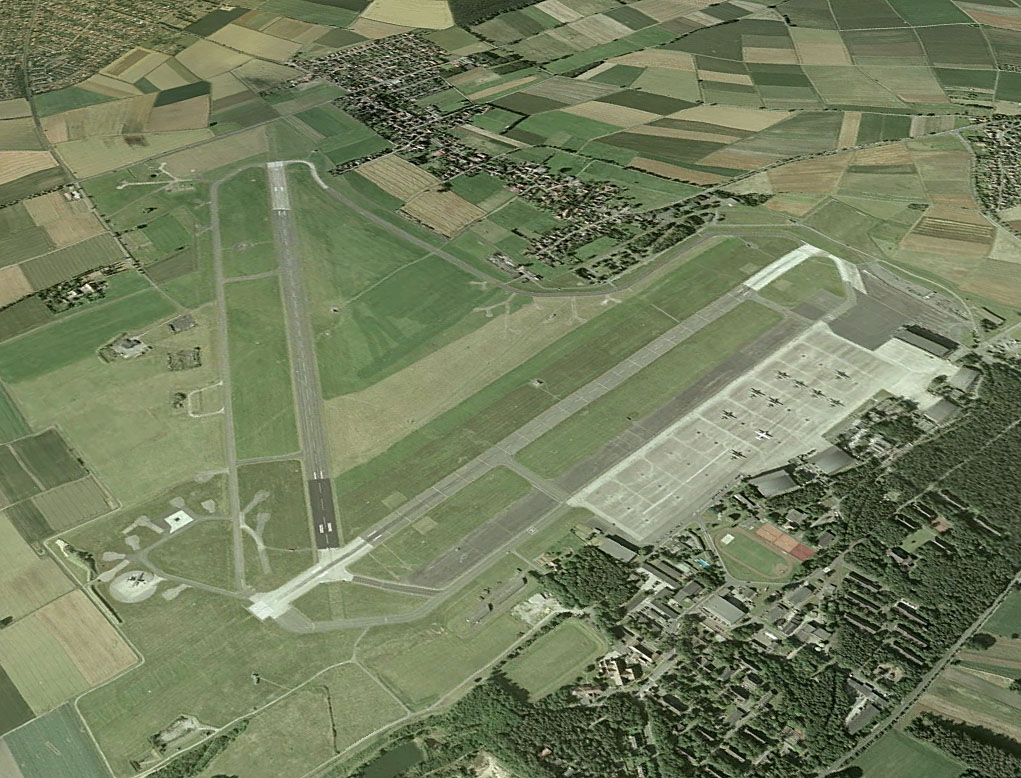
Immagine aerea della Base aerea di Wunstorf

Il tracciato si snodava lungo le due piste di decollo dell'aeroporto e le vie di rullaggio, ed era privo della palazzina box: le squadre usavano come box i rimorchi dei loro camion, parcheggiati a pettine alle spalle della pit lane. L'andamento altimetrico rispecchiava la natura "aeroportuale" del sedime, quindi era completamente piatto lungo le piste, mentre nella restante parte offriva una lieve ondulazione del terreno. Dopo l'edizione inaugurale del 13 settembre 1964, disputatasi su di un tracciato di 3,8 km, l'anno seguente il circuito prese la sua più duratura configurazione "triangolare" di circa 5,1 km che, tranne poche edizioni, conserverà fino agli anni novanta e di forma pressoché triangolare. Essa veniva percorsa in senso antiorario con la linea di partenza posta circa a metà lunghezza della Pista 03-21 e fu usata negli anni sessanta e fino al 1974, sempre con la presenza di un paio chicane lungo le piste di decollo. Nel 1975 si abbandonò la conformazione a triangolo in favore di una ovale lunga circa 3,5 km, che impegnava ancora la Pista 03-21 e la via di rullaggio parallela ad essa e posta più a sud e nella seconda metà degli anni settanta furono allestite diverse nuove versioni del tracciato, simili a questa, che usavano altre sezioni delle altre vie di rullaggio adiacenti.

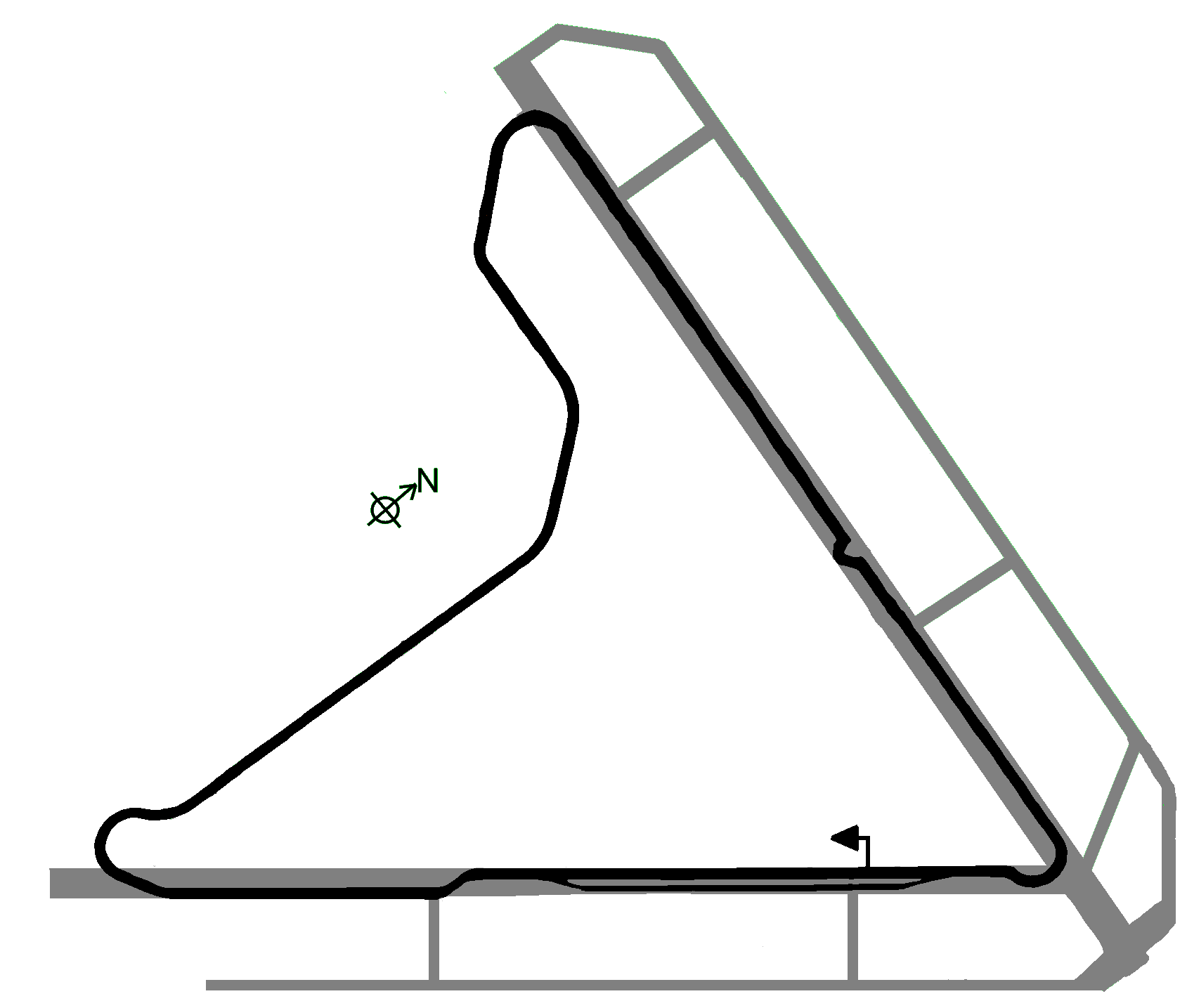
Il tracciato di Wunstorf, nella versione dal 1993 fino al 1995

Nel 1981 si ritornò alla classica configurazione a triangolo percorsa ancora in senso antiorario come agli inizi, mentre l'anno seguente si decise di invertire il senso di marcia e il tracciato subì inoltre leggere modifiche lungo il rettilineo di partenza (collocato sempre sulla Pista 03-21) con lo spostamento della chicane posta dopo il traguardo a prima dell'ingresso dei box, con conseguente spostamento della linea di partenza. Tale configurazione fu mantenuta dal 1982 al 1987, con lo spostamento dei box (e relative modifiche al tracciato) nei pressi del piazzale adiacente alla Pista 08-26 avvenuto nel 1988 (tracciato mantenuto fino al 1992).
Per il 1993 furono apportate altre modifiche ai tratti lungo le piste di decollo, con un completo ripensamento della zona del traguardo e dei box e la modifica alla chicane posta a metà dell'altro rettilineo, sulla Pista 08-26. Nel 1996 fu mantenuto il disegno, ma si decise di invertire di nuovo il senso di marcia, riportandolo all'originale antiorario e tale fu l'ultimo tracciato utilizzato, con l'ADAC-Flugplatzrennen Wunstorf del 1999 cancellata perché ritenuta incapace di attrarre un numero adeguato di spettatori.